# Stapelianthus pilosus
Stapelianthus pilosus là một loài thực vật có hoa trong họ La bố ma. Loài này được Lavranos & D.S. Hardy miêu tả khoa học đầu tiên năm 1961.